# Landon Donovan
Landon Timothy Donovan (Ontario, 4 maart 1982) is een Amerikaans voormalig profvoetballer die doorgaans als aanvallende middenvelder speelde. Hij kwam van 1999 tot en met 2014 uit voor Bayer Leverkusen, San Jose Earthquakes, Los Angeles Galaxy, Bayern München, Everton, opnieuw Los Angeles Galaxy, Club León en zaalvoetbalclub San Diego Sockers. Daarnaast speelde hij 157 interlands in het Amerikaans voetbalelftal.

## Clubcarrière

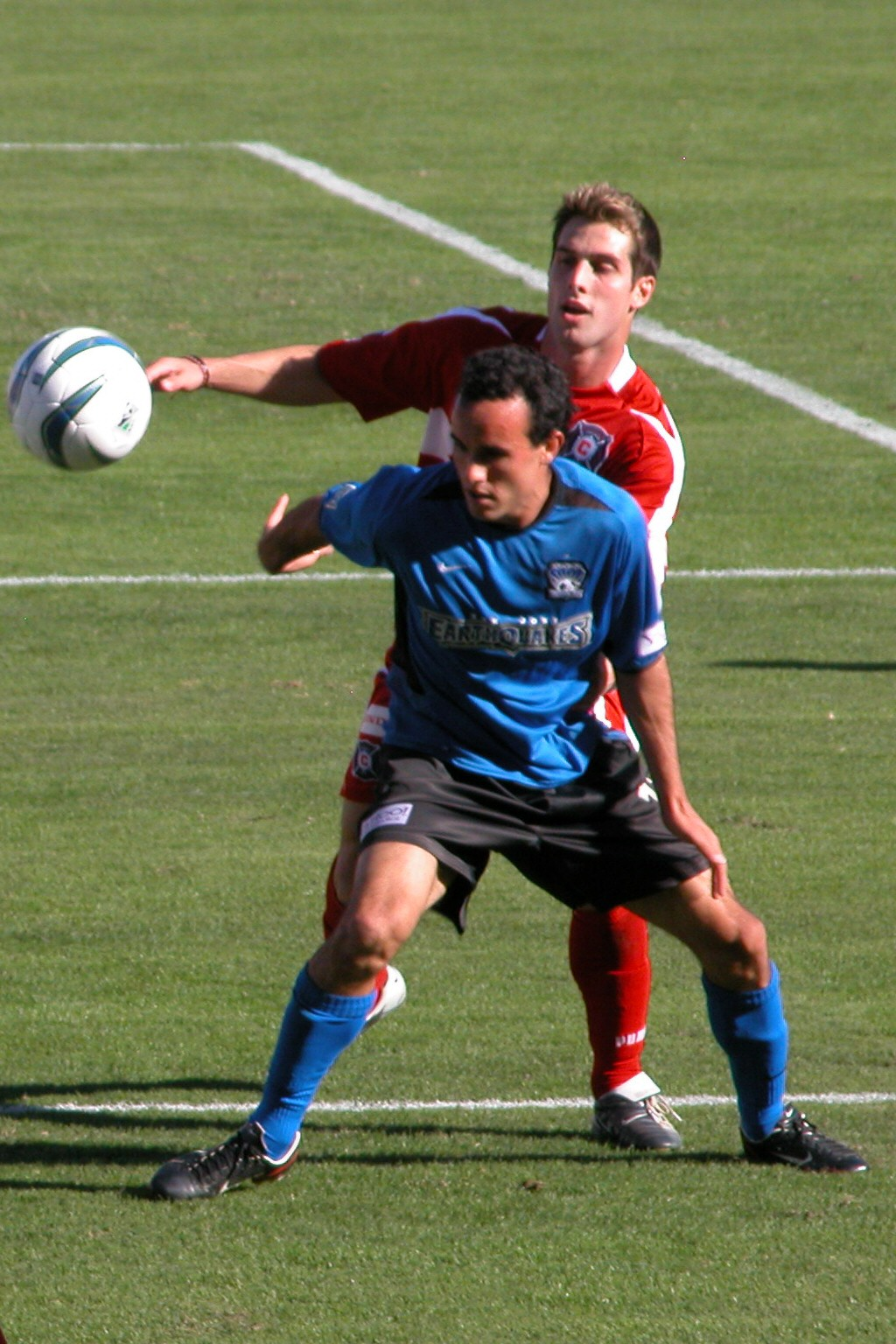
Landon Donovan in het shirt van San Jose.

Donovan speelde van 1999 tot 2001 bij de jeugd van het Duitse Bayer Leverkusen. Daarna werd hij uitgeleend aan het Amerikaanse San Jose Earthquakes. Daar speelde hij van 2001 tot 2004 en hij maakte 32 doelpunten in 87 wedstrijden. In 2004 ging Donovan terug naar Bayer Leverkusen, waar hij maar zeven wedstrijden mocht spelen en geen enkele goal maakte. Hoewel Donovan liever terug wilde gaan naar de Verenigde Staten, bleef hij het seizoen 2004/2005 toch in Duitsland. In 2005 besloot de Amerikaan Bayer Leverkusen te verlaten en vertrok naar Los Angeles Galaxy. Eind 2008 speelt Donovan nog steeds bij Los Angeles Galaxy waarmee hij pas 5de werd in de West League. Hij speelde het 2de deel van het seizoen ook samen met David Beckham. Op 1 januari 2009 vertrekt hij voor 3 maanden, op huurbasis, naar Bayern München om daar zijn conditie op peil te houden. Hier maakt hij echter zoveel indruk, dat trainer Jürgen Klinsmann hem de rest van het seizoen huurde. Hij kwam zesmaal in actie voor de Rekordmeister. In de zomer van 2009 keert hij weer terug bij Galaxy. Hij werd voor een periode van 10 weken die startte op 2 januari gehuurd door Everton, daar kwam hij 10 keer in actie (meestal als rechtsbuiten), hij scoorde 2 doelpunten.
Donovan maakte in augustus 2014 bekend dat 2014 het laatste jaar in zijn profcarrière werd. Hij deed dit in een open brief op de website van zijn laatste club, Los Angeles Galaxy. Op zondag 7 december 2014 speelde hij zijn laatste wedstrijd. Hij werd die dag voor de vierde keer Amerikaans landskampioen met Los Angeles Galaxy en voor de zesde keer in totaal. Daarmee was hij de eerste speler ooit die zes keer Amerikaans landskampioen werd. Donovan nam daarbij afscheid van het betaald voetbal als topscorer aller tijden van de Major League Soccer.
In januari 2019 ging hij op het hoogste Amerikaanse niveau zaalvoetballen bij San Diego Sockers, waar hij in juli 2019 zijn voetballoopbaan beëindigde.

## Trainerscarrière
Sinds november 2019 is Donovan hoofdtrainer van San Diego Loyal, uitkomend in de USL Championship. Tevens is hij sinds juni 2019 voorzitter en eigenaar van deze club.

## Clubstatistieken
| Seizoen | Club                   | Competitie          | Wed. | Goals |
| ------- | ---------------------- | ------------------- | ---- | ----- |
| 1999/00 | Bayer Leverkusen       | Bundesliga          | 0    | 0     |
| 2000/01 | Bayer Leverkusen       | Bundesliga          | 0    | 0     |
| 2001    | → San Jose Earthquakes | Major League Soccer | 22   | 7     |
| 2002    | → San Jose Earthquakes | Major League Soccer | 20   | 7     |
| 2003    | → San Jose Earthquakes | Major League Soccer | 22   | 12    |
| 2004    | → San Jose Earthquakes | Major League Soccer | 23   | 6     |
| 2004/05 | Bayer Leverkusen       | Bundesliga          | 7    | 0     |
| 2005    | Los Angeles Galaxy     | Major League Soccer | 22   | 12    |
| 2006    | Los Angeles Galaxy     | Major League Soccer | 24   | 12    |
| 2007    | Los Angeles Galaxy     | Major League Soccer | 25   | 8     |
| 2008    | Los Angeles Galaxy     | Major League Soccer | 25   | 20    |
| 2008/09 | → Bayern München       | Bundesliga          | 6    | 0     |
| 2009    | Los Angeles Galaxy     | Major League Soccer | 25   | 12    |
| 2009/10 | → Everton              | Premier League      | 10   | 2     |
| 2010    | Los Angeles Galaxy     | Major League Soccer | 9    | 1     |
| 2011    | Los Angeles Galaxy     | Major League Soccer | 23   | 12    |
| 2011/12 | → Everton              | Premier League      | 7    | 0     |
| 2012    | Los Angeles Galaxy     | Major League Soccer | 31   | 11    |
| 2013    | Los Angeles Galaxy     | Major League Soccer | 24   | 10    |
| 2014    | Los Angeles Galaxy     | Major League Soccer | 36   | 13    |
| 2016    | Los Angeles Galaxy     | Major League Soccer | 9    | 1     |
| 2017/18 | Club León              | Primera División    | 7    | 0     |
| Totaal  | Totaal                 | Totaal              | 377  | 146   |

## Interlandcarrière
Voordat Donovan zijn officiële debuut maakte voor de USA, speelde hij 56 wedstrijden in verschillende jeugdelftallen, waarin hij 44 keer het net vond. Op de Olympische Spelen van 2000 maakte hij deel uit van het team dat tot de halve finales reikte. Hier maakte hij een goede indruk, waarna hij in oktober van 2000 zijn debuut maakte voor het nationaal elftal. Hij ging met de USA naar het Wereldkampioenschap voetbal 2002 in Japan en Zuid-Korea, Wereldkampioenschap voetbal 2006 in Duitsland en het Wereldkampioenschap voetbal 2010 in Zuid-Afrika. Inmiddels heeft hij 157 wedstrijden voor zijn land gespeeld, waarin de aanvaller 56 keer scoorde. Op 28 juli 2013 won Donovan met de Verenigde Staten de Gold Cup. Hij werd op het toernooi gedeeld topscorer met vijf doelpunten. Donovan werd voor het Wereldkampioenschap voetbal 2014 in Brazilië gepasseerd.
Donovan werd driemaal verkozen tot beste Amerikaanse voetballer van het jaar. In 2008 behaalde Donovan zijn vijfde titel op rij als beste voetballer van de Verenigde Staten.
Op 19 januari 2008 werd hij all-time topscorer van de Verenigde Staten. Met een goal tegen Zweden passeerde hij Eric Wynalda. Op 10 oktober 2014 (lokale tijd) speelde Donovan zijn laatste interland voor Team USA. Hij begon als aanvoerder en werd na 40 minuten naar de kant gehaald. De wedstrijd werd overigens gespeeld tegen Ecuador en eindigde in 1-1.

## Erelijst
Als speler
| Competitie             |                      |                        |                      |                      |
| Competitie             | Aantal               | Jaren                  |                      |                      |
| San José Earthquakes   | San José Earthquakes | San José Earthquakes   | San José Earthquakes | San José Earthquakes |
| ---------------------- | -------------------- | ---------------------- | -------------------- | -------------------- |
| MLS Cup                | 2x                   | 2001, 2003             |                      |                      |
| LA Galaxy              |                      |                        |                      |                      |
| MLS Cup                | 4x                   | 2005, 2011, 2012, 2014 |                      |                      |
| MLS Supporters' Shield | 2x                   | 2010, 2011             |                      |                      |
| Lamar Hunt US Open Cup | 1x                   | 2005                   |                      |                      |

| Competitie              | Winnaar          | Winnaar                | Runner-up        | Runner-up        | Derde            | Derde            |
| Competitie              | Aantal           | Jaren                  | Aantal           | Jaren            | Aantal           | Jaren            |
| Verenigde Staten        | Verenigde Staten | Verenigde Staten       | Verenigde Staten | Verenigde Staten | Verenigde Staten | Verenigde Staten |
| ----------------------- | ---------------- | ---------------------- | ---------------- | ---------------- | ---------------- | ---------------- |
| CONCACAF Gold Cup       | 4x               | 2002, 2005, 2007, 2013 |                  |                  |                  |                  |
| FIFA Confederations Cup |                  |                        | 1x               | 2009             |                  |                  |

## Trivia
- Op vrijdag 14 augustus 2009 werd bekend dat Donovan de Mexicaanse griep had opgelopen. Een dag eerder had hij met de Verenigde Staten een interland tegen Mexico gespeeld.